# Кепилна-де-Сус
Кепилна-де-Сус (рум. Căpâlna de Sus) — село у повіті Муреш в Румунії. Входить до складу комуни Міка.
Село розташоване на відстані 251 км на північний захід від Бухареста, 20 км на південний захід від Тиргу-Муреша, 77 км на південний схід від Клуж-Напоки, 121 км на північний захід від Брашова.

## Населення
За даними перепису населення 2002 року у селі проживали 178 осіб.
Національний склад населення села:
| Національність | Кількість осіб | Відсоток |
| -------------- | -------------- | -------- |
| румуни         | 125            | 70,2%    |
| угорці         | 31             | 17,4%    |
| цигани         | 22             | 12,4%    |

Рідною мовою назвали:
| Мова      | Кількість осіб | Відсоток |
| --------- | -------------- | -------- |
| румунська | 147            | 82,6%    |
| угорська  | 31             | 17,4%    |